# Mike Rae
Michael John Rae (Long Beach, 26 luglio 1951) è un ex giocatore di football americano statunitense che ha giocato nel ruolo di quarterback nella Canadian Football League (CFL), nella National Football League (NFL),  e nella United States Football League (USFL). Al college giocò a football alla Southern California University.

## Carriera professionistica
Rae iniziò la carriera con i Toronto Argonauts della CFL. Nel 1976 passò agli Oakland Raiders dove giocò per due stagioni come riserva di Ken Stabler vincendo il Super Bowl XI. In seguito giocò per Tampa Bay Buccaneers e Washington Redskins, mentre nell'ultima stagione in carriera divise il ruolo di quarterback con l'ex UCLA Tom Ramsey nella stagione inaugurale dei L.A. Express della United States Football League nel 1983.

## Vittorie e premi
- Super Bowl : 1

Oakland Raiders: Super Bowl XI
- American Football Conference Championship: 1

Oakland Raiders: 1976

## Statistiche
NFL
| Yard passate  | 1.536 |
| Touchdown     | 12    |
| Intercetti    | 14    |
| Passer rating | 61,9  |